# Pépé Bonet
Pépé Bonet Kapambu (* 13. Februar 2003 in Kinshasa) ist ein kongolesisch-französischer Fußballtorwart, der aktuell bei Red Star Paris unter Vertrag steht.

## Karriere
Bonet begann seine fußballerische Ausbildung bei den beiden Amateurklubs FC Saint-Leu und FCM Garges aus Frankreich. Anschließend wechselte er in die Jugendakademie von Stade Rennes. Im  Sommer 2019 erhielt er bei den Rennais einen Profivertrag bis 2022. In der Saison 2019/20 debütierte er am dritten Europa-League-Spieltag gegen den CFR Cluj in der Europa League, nachdem Stammtorhüter Édouard Mendy die rote Karte sah. In der gesamten Spielzeit spielte er einmal in der Euroleague, einmal in der UEFA Youth League mit der U19 und stand zudem viermal im Kader der Ligue 1. In der Saison 2020/21 kam er zu keinem Profieinsatz, sondern stand in Champions League und Ligue 1 lediglich im Kader. 2021/22 absolvierte er erneut kein Pflichtspiel für die A-Mannschaft, weshalb er sich im Sommer 2022 zu einem Wechsel zu Red Star Paris entschloss.